# Пам'ятник «Енергетик»
Па́м'ятник енерге́тику в Донецьку представлений у вигляді скульптури монтера, з мотком дроту, заввишки 9 метрів, з піднятими вгору руками, між якими проходить іскра. Виконана скульптура з металу. Пам'ятник встановлено в 1979 році біля трамвайної зупинки «Півделектромережбуд» і дивиться прямо на будівлю колишнього тресту. Встановлено пам'ятник на честь славного праці донецьких енергетиків. На даний момент трест «Півделектромережбуд» закритий. Раніше діяльність тресту була дуже різноманітна: будівництво електричних мереж для промисловості, будівництво виробничих баз, спорудження житлових будинків і т д. ВАТ «Півделектромережбуд» у 2004 році виповнилося б 70 років.
Автори пам'ятника — архітектор Проценко В. Д. і скульптор Бринь Л. А.. Пам'ятник знаходиться на вулиці Червоножовтневій в Будьонівському районі Донецька.